# Fulvia (moglie di Marco Antonio)
Fulvia (Tusculum, 77 a.C. – Sicione, 40 a.C.) è stata una nobildonna romana, moglie del triumviro della Repubblica romana Marco Antonio, alla figura del quale rimane indissolubilmente legata.

## Biografia

### Infanzia
Fulvia era figlia di Marco Fulvio Bambalione, o Tartaglione, originario di Tusculum e definito con disprezzo homo numero nullo da Cicerone, probabilmente discendente di quella gens Fulvia da cui provennero, secondo i Fasti, alcuni consoli romani tra 322 e 125 a.C., anno dopo il quale non si ha più alcuna notizia. Sua madre era Sempronia Tuditana, proveniente dalla ricca famiglia nobiliare decaduta dei Sempronii Tuditani, sensibile al pensiero dei populares. Si pensa che Fulvia avesse ereditato un patrimonio consistente proprio da parte materna.

### Primo matrimonio
Sposò il famoso tribuno Publio Clodio Pulcro probabilmente nel 62 a.C., con il quale l'unione sembra essere stata felice e fruttuosa, dal momento che nacquero due figli, Publio Clodio Pulcro e Clodia Pulcra. Il dolore per la scomparsa del tribuno, massacrato dalle bande di Milone nel 52 a.C., pare infatti essere stato autentico a tal punto da portarla a mostrare le ferite del coniuge, una volta condotto il feretro nella casa sul Palatino, a tutti coloro che erano giunti a rendergli omaggio. Inoltre, recatasi insieme alla madre al processo contro Milone, per testimoniare, avrebbe mostrato una pena tale da avere la meglio sull'arringa di Marco Tullio Cicerone, che difendeva l'accusato.

### Secondo matrimonio
Fulvia sposò in seconde nozze l'agiato Gaio Scribonio Curione, tribuno della plebe nel 50 a.C., di cui rimase vedova già nel 49 a.C., quando l'uomo incontrò la morte in Africa contro i sostenitori di Gneo Pompeo Magno. La scelta di Curione di prendere in moglie la vedova di Clodio, il cui programma politico mostra alcune affinità con il proprio, si spiegherebbe con la sua volontà di schierarsi con i populares.

### Terzo matrimonio

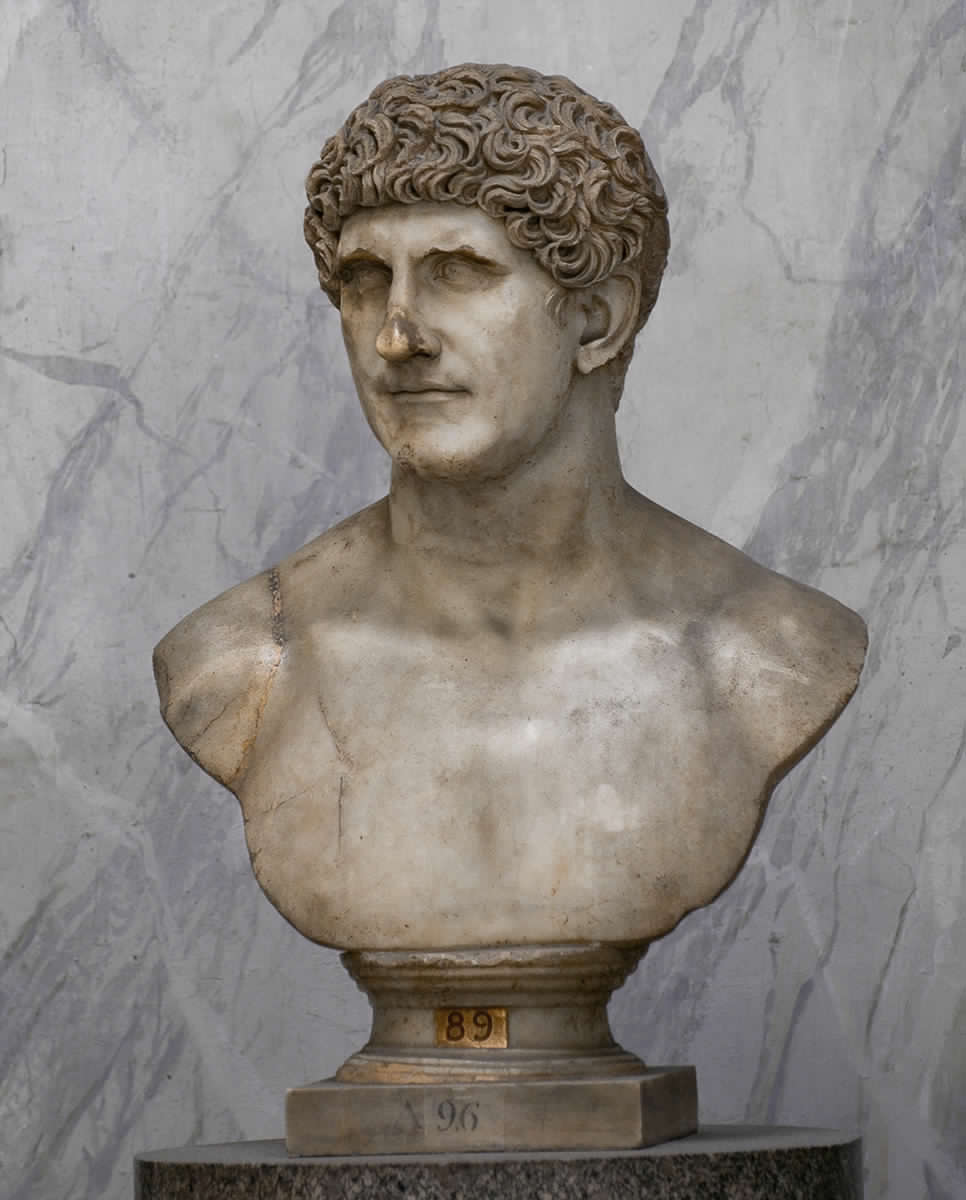
Busto marmoreo di Marco Antonio conservato nei Musei Vaticani

Nuovamente vedova, sposò Marco Antonio, passando alla Storia in qualità di sua consorte. Fulvia diede al nuovo sposo due figli, Antillo e Iullo.
L'ingresso della donna sulla scena politica risale alle Idi di marzo del 44 a.C., dopo l'omicidio di Giulio Cesare. Nonostante il dittatore nel suo testamento avesse nominato erede il nipote Ottaviano, Antonio si impadronì dei suoi archivi e mise in atto una serie di provvedimenti che attribuì al defunto. Secondo Cicerone, tali iniziative erano invece opera del triumviro che, con la complicità dalla moglie, manipolava deliberatamente gli acta Caesaris. L'Arpinate definisce la casa di Antonio e Fulvia la sede in cui si decidevano le sorti dello Stato.
Non potendo partecipare pubblicamente alla vita politica, la donna vi prendeva parte dalla sua dimora, nelle sale della quale si affollavano amici e postulanti. Fulvia, infatti, nel 44 a.C. assistette alle trattative tra il marito e gli ambasciatori del re di Galazia, Deiotaro, per la restituzione dei possedimenti del sovrano divisi da Cesare tra i suoi alleati nel 47 a.C., in cambio di dieci milioni di sesterzi. L'affare indignò particolarmente Cicerone, incaricato d'altronde di occuparsi degli interessi di Deiotaro a Roma, e procurò a Fulvia l'accusa di avidità. La sua presenza all'esecuzione dei legionari macedoni ribelli, nell'autunno del 44 a.C., le causò anche la fama di donna crudele. Antonio, in quell'anno, aveva ottenuto il governo della Gallia Cisalpina per il 45 a.C., benché Cesare l'avesse assegnato a Bruto. A Brindisi una parte dei legionari richiamati dalla Macedonia per scortarlo, disertò schierandosi con Ottaviano. Per punire l'ammutinamento Antonio ricorse a una feroce decimazione fomentata, secondo Cicerone, proprio da Fulvia.

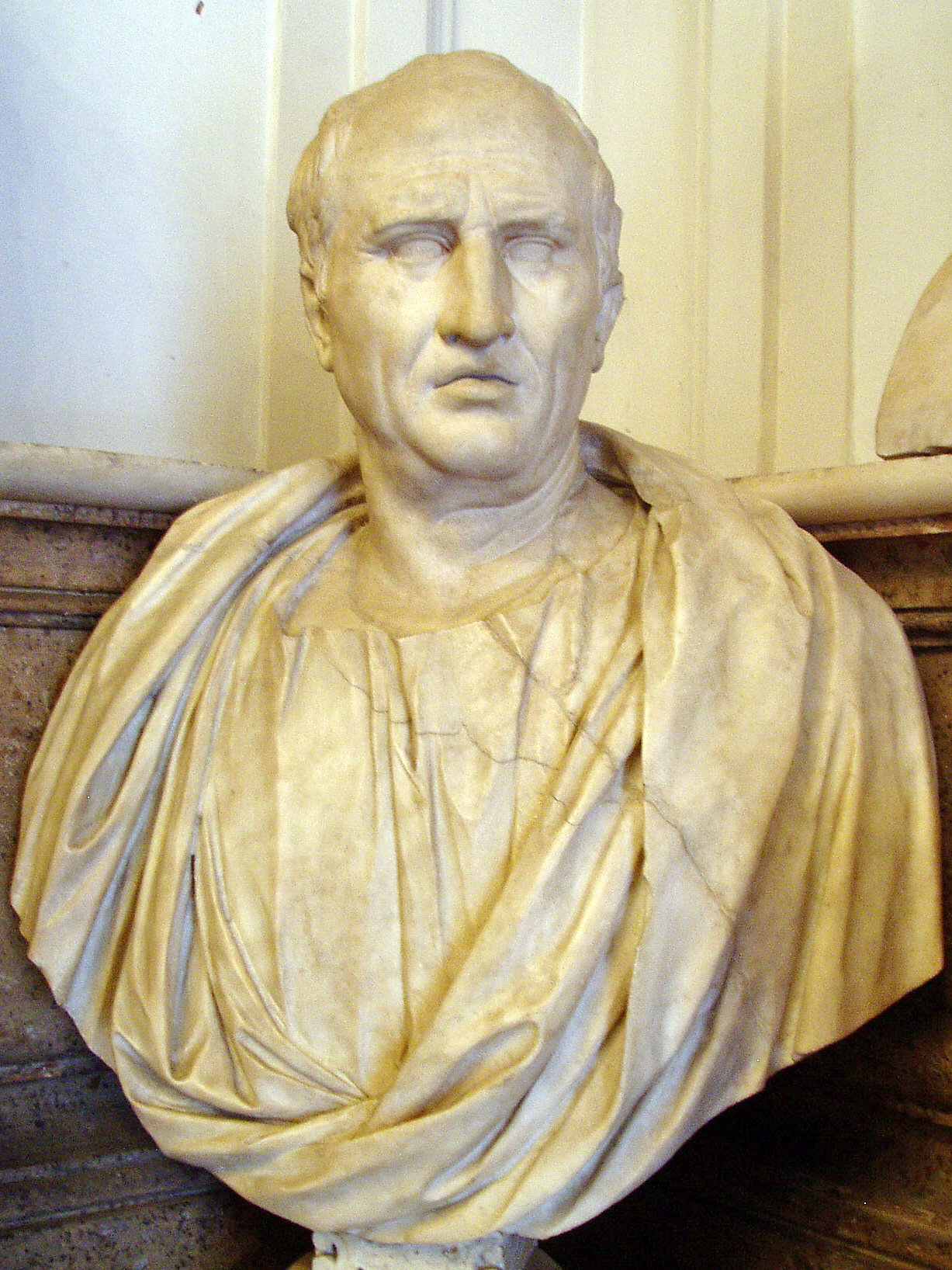
Busto di Cicerone realizzato da Bertel Thorvaldsen su copia di un originale romano, Museo Thorvaldsen.

Nell'inverno di quell'anno Antonio affrontò Bruto a Modena, ma fu costretto a fuggire attraverso le Alpi. Nel frattempo Cicerone chiedeva al Senato di nominarlo nemico pubblico. Fulvia era rimasta a Roma, prendendo attivamente parte, insieme ai sostenitori del marito, ai tentativi di riconciliazione con Ottaviano. Non mancò di prodigarsi nemmeno in occasione della discussione in Senato della proposta di Cicerone, quando supplicò gli astanti, accompagnata dal figlio Antillo e da alcuni parenti, di risparmiare il coniuge. Nonostante le lacrime i senatori decisero comunque di annullare tutti i provvedimenti di Antonio e di esautorarlo da ogni incarico per l'anno successivo. Tuttavia Ottaviano ben comprese il valore dell'influenza di Fulvia e fece leva proprio su di lei per ottenere l'appoggio di Antonio e Marco Emilio Lepido. Nasceva così, nel 43 a.C., l'accordo triumvirale rei publicae constituendae, suggellato dal matrimonio tra Ottaviano e Clodia Pulcra, nata dal primo matrimonio con il tribuno Clodio.

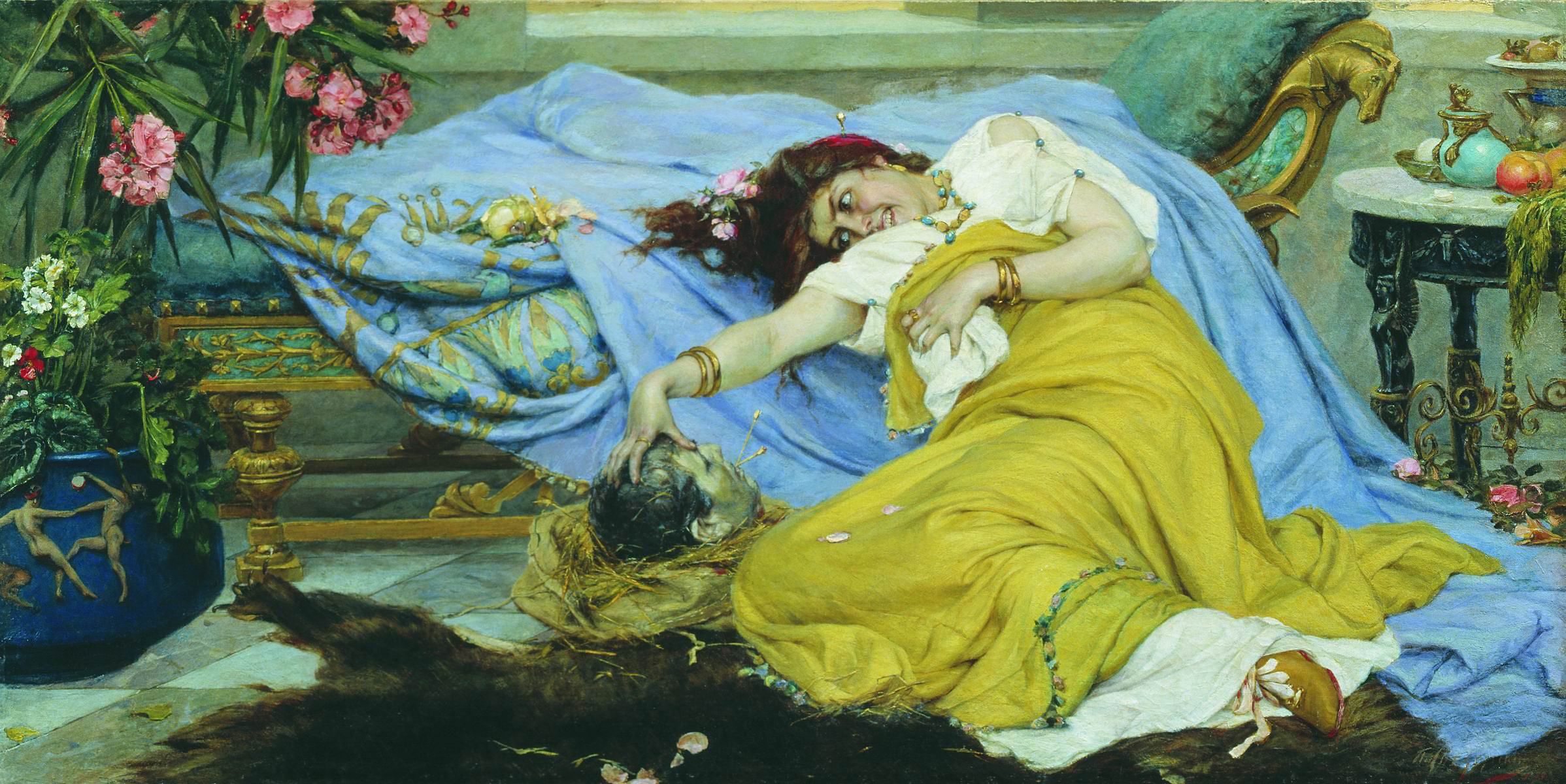
Durante le proscrizioni volute dal marito Marco Antonio, Fulvia guardò soddisfatta la testa di Marco Tullio Cicerone, ucciso per ordine del triumviro, da un dipinto di Pavel Svedomsky.

La prima azione dei triumviri fu quella di perseguire i nemici politici, dando vita alla seconda sanguinosa proscrizione nella storia di Roma, quarant'anni dopo quella sillana. Tra le vittime celebri si annovera in primo luogo Cicerone, che Antonio volle decapitato e privato di quella mano destra che si era più volte abbattuta contro di lui.
Ottaviano, una volta divenuto Augusto, fece in modo che la ferocia delle proscrizioni ricadesse esclusivamente su Marco Antonio, spalleggiato da Fulvia. Cassio Dione ripropone questa versione attribuendo alla donna un gran numero di morti fatti eseguire per odio personale o per potersi impadronire delle loro ricchezze. Inoltre, secondo l'autore, dopo l'esposizione nel Foro, Fulvia dissacrò violentemente la testa di Cicerone, sputandoci su e infilzando la lingua con uno spillone. Appiano tace questi dettagli e segnala piuttosto la sua crudeltà nei confronti delle mogli dei proscritti e di tutte le patrizie romane, alle quali rifiutò la richiesta di intercedere presso il marito per l'annullamento di una tassa sul patrimonio. Fulvia ebbe sicuramente un ruolo attivo nelle proscrizioni, benché esagerato dalle fonti più faziose. In ogni caso la matrona ebbe modo di vendicare le umiliazioni subite nel tempo, in particolar modo da Cicerone.
Nel 42 a.C., per merito soprattutto di Marco Antonio, i triumviri sconfiggevano a Filippi, in Macedonia le forze armate dei cesaricidi Bruto e Cassio, che decisero pertanto di suicidarsi. La vittoria permise loro di riprendere la campagna contro i Parti, progettata da Cesare prima della morte. Le province orientali furono affidate ad Antonio; a Lepido toccò l'Africa e Ottaviano ottenne l'Italia con l'incarico di assegnare terre ai veterani di guerra. Partito il marito, Fulvia rimase a Roma dove deteneva un grande potere nella gestione degli affari più importanti, essendo, tra l'altro, console per il 41 a.C. suo cognato Lucio Antonio.

### Guerra di Perugia

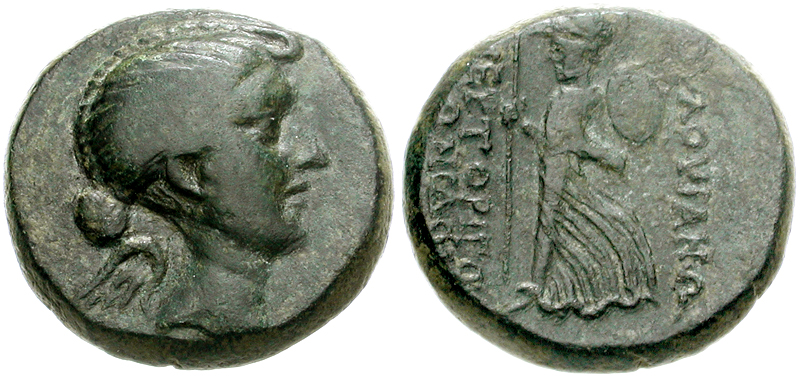
Moneta raffigurante Fulvia coniata in occasione della Guerra di Perugia

In quell'anno, la confisca di Ottaviano colpì ben diciotto città, penalizzando in particolar modo i piccoli proprietari terrieri. La loro protesta, accolta da Fulvia e Lucio, si trasformò in un vero e proprio scontro armato contro Ottaviano, dando vita alla celebre guerra di Perugia. L'interesse della donna e di suo cognato pare risiedesse nel timore che la distribuzione delle terre penalizzasse i soldati di Antonio rispetto a quelli di Ottaviano, che avrebbe d'altronde acquisito in questo modo un grande prestigio agli occhi dell'esercito. Fallito il tentativo di affidare a personalità vicine al marito l'assegnazione dei terreni, Fulvia si recò dai legionari insieme ai figli, per ricordare a chi spettasse la loro lealtà. In seguito incaricò il cognato della sorveglianza di Ottaviano, provocando con quest'ultimo una rottura insanabile suggellata dalla decisione di ripudiare Clodia. Inizialmente, tra i due ci fu qualche attrito. Il console infatti vedeva nella protesta un'occasione per riavvicinarsi agli Italici, mentre Fulvia lottava per difendere in primo luogo la posizione del marito.
In seguito, tuttavia, la donna abbracciò la causa di Lucio, a causa della gelosia nei confronti di Cleopatra secondo gli storici, divisi nell'attribuire le cause della guerra ai capricci di una donna eccessivamente possessiva. Secondo le più recenti fonti, infatti, Fulvia non sarebbe stata che il capro espiatorio utilizzato poi da Antonio e Ottaviano per riconciliarsi, in seguito alla morte della stessa. 
Secondo le fonti più diffuse, tuttavia, ella avrebbe costretto Marco Antonio a tornare in Italia e a interrompere la sua relazione con la sovrana egiziana, incontrata a Tarso in quello stesso anno. In realtà, ancora una volta, Fulvia mostrò una capacità di giudizio e un senso della politica imperdonabili a una donna, ai tempi.
Nel 41 a.C., Ottaviano era in una posizione precaria. Una parte del Senato, i sostenitori di Antonio e i nostalgici repubblicani sostenevano infatti Fulvia e Lucio. Roma, inoltre, aveva dovuto accogliere la schiera di contadini ormai privi delle proprie terre e rischiava la carestia a causa degli attacchi pirati di Sesto Pompeo, figlio di Pompeo Magno che, dalla Sicilia, impediva al grano di giungere nella capitale. Uomini leali ad Antonio controllavano un certo numero di province, come l'ex-governatore d'Africa Tito Sextio  che, accogliendo la richiesta di Fulvia, vinse Fuficio Fangone, fedele a Ottaviano, e recuperò il controllo della provincia.
Ottaviano, sempre più in difficoltà, cominciò i negoziati con i due cognati, inviando i suoi ambasciatori a Preneste, dove avevano stabilito il loro quartier generale.
Secondo Cassio Dione fu Fulvia, «cinta di spada», a dare ordini e a condurre le trattative, il cui fallimento fece scoppiare la guerra. Lucio Antonio marciò dapprima su Roma e poi si diresse a nord, con la speranza che le forze armate degli antoniani delle province galliche si unissero per schiacciare Ottaviano. Non fu così e il console fu costretto a rifugiarsi a Perugia, che Ottaviano assediò per alcuni mesi. Fulvia, durante la guerra, cercò in tutti i modi di sostenere il cognato, mandando richieste di aiuto ad Asinio Pollione e Ventidio Basso, affinché giungessero in aiuto dalla Gallia Transpadana, e a Planco perché portasse rinforzi da Benevento. I suoi sforzi però furono vani e Perugia capitolò nel febbraio del 40 a.C. Lucio e l'esercito ottennero la grazia, ma i perugini furono duramente puniti.

### Esilio in Oriente e morte
I generali di Antonio non prestarono in alcun modo soccorso alla città: gli eserciti erano contrari all'ennesimo scontro fratricida e lo stesso triumviro, nonostante fosse stato sollecitato più volte dalla moglie e dal fratello, era rimasto in silenzio.
Antonio, invece, trascorse tutto l'inverno del 41-40 a.C. ad Alessandria d'Egitto, insieme a Cleopatra, e si decise a tornare in Italia solo dopo la caduta di Perugia, passando per la Grecia. Ad Atene raggiunse la moglie, imbarcatasi da Brindisi con i figli, e a lei attribuì duramente la responsabilità della sconfitta. Fu il loro ultimo incontro: l'uomo infatti partì alla volta di Brindisi per affrontare Ottaviano, mentre Fulvia, che nel frattempo si era ammalata gravemente, rimase a Sicione, dove morì .
La guerra fu attribuita alla defunta: i due triumviri poterono stipulare un'alleanza, suggellata dal matrimonio di Antonio con Ottavia Minore, sorella di Ottaviano.

## Descrizione

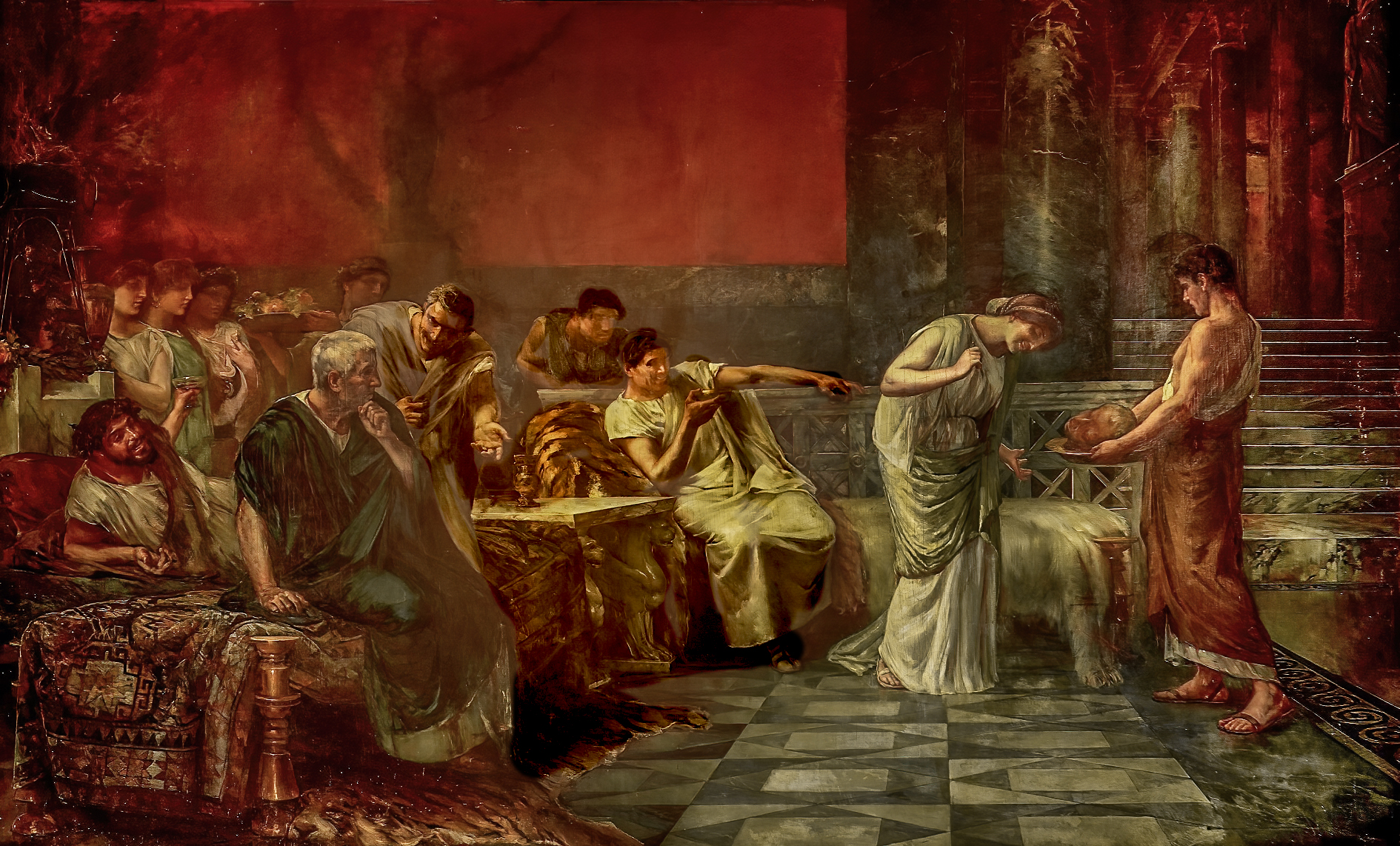
Fulvia ritratta da Francisco Maura y Montaner mentre gioca con la testa di Cicerone (Museo del Prado)

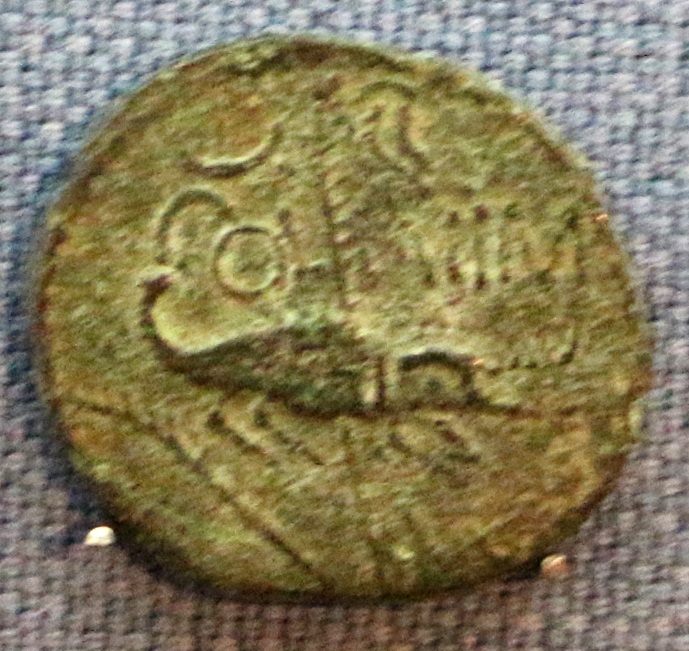
Quinario coniato da Fulvia nel 43 a.C. in onore dell'elezione a triumviro del marito

Le fonti ritraggono Fulvia come una donna dotata di una personalità singolare, ma di scarsa bellezza. Velleio Patercolo non le attribuisce nulla di femminile, eccetto che il corpo. Svetonio, invece, definisce il suo viso asimmetrico a causa della diversa consistenza delle guance . 
Nonostante fosse poco avvenente, gli storiografi concordano tutti sulla sua capacità di dominare gli uomini. Valerio Massimo, allude al legame di sottomissione del tribuno Publio Clodio Pulcro, descritto come adhaerensque Fulvianae stolae.
Plutarco sottolinea la non convenzionalità di Fulvia che, rispetto alla figura tradizionale della matrona romana sottomessa, viene descritta come arrogante, priva di umiltà e desiderosa di comandare non solo il marito, ma soprattutto gli eserciti. Infatti, con un certo sarcasmo, asserisce che Cleopatra fosse in debito proprio con lei per aver reso Antonio obbediente alle donne. Nelle Filippiche, Cicerone allude a una relazione con Antonio ancor prima della morte di Clodio, ma è difficile capire se si tratti di verità o pettegolezzi, data la faziosità della fonte. Il triumviro sposò Fulvia indubbiamente per ragioni politiche, data la sua posizione, ma la relazione tra i due, tuttavia, sembra essere stata alquanto appassionata. Lo dimostrerebbe un episodio narrato dallo stesso Cicerone. Nel 45 a.C., dopo la vittoria di Cesare in Spagna sugli ultimi pompeiani, Antonio doveva partire per accogliere il generale trionfante di ritorno a Roma. Approfittando della notizia sulla falsa morte di Cesare, nel cuore della notte, sotto mentite spoglie, tornò sul Palatino desideroso di rivedere la moglie, a cui comunicò inoltre la decisione di rompere con la sua amante, l'attrice Citeride. Cicerone usò la vicenda per accusare Antonio di anteporre i suoi interessi al bene della Repubblica. Accusò inoltre Fulvia di arrecare sfortuna ai suoi consorti.
È verosimile credere che la scomparsa di Fulvia avesse arrecato un certo dolore ad Antonio; Shakespeare, in Antonio e Cleopatra (1608), farà dire al suo triumviro: «Un grande spirito se ne è andato!! Così volevo ma ciò che il nostro disprezzo sovente spinge lontano da noi vorremmo che fosse nostro di nuovo! (…) Lei è buona, ora che se n'è andata, e la mano che la scacciò vorrebbe adesso riafferarla». Di sicuro, fu un'occasione che facilitò l'alleanza con Ottaviano, poiché alla defunta fu data la colpa dell'intera vicenda della guerra di Perugia.
Fulvia era stata una donna singolare, dotata di grande intelligenza e dell'audacia di un guerriero. La pretesa di esercitare il potere in luogo del marito aveva travalicato i confini stabiliti dall'uomo, costandole inevitabilmente una condanna morale a causa della quale la tradizione ha trasmesso l'immagine, poco lusinghiera, di un'amazzone crudele, gelosa e malvagia. 
Marziale, invece, nell'audace epigramma XX dell'undicesimo libro degli Epigrammi, attribuisce la guerra di Perugia al rifiuto di Ottaviano di intrattenere con Fulvia un rapporto sessuale.
Secondo Cassio Dione, a uccidere Fulvia fu la gelosia per la relazione tra suo marito e la regina d'Egitto. Inoltre, poco prima di incontrare Cleopatra, Antonio aveva avuto una storia con Glafira, un'etera della Cappadocia. L'ipotesi di una malattia virulenta risulta sicuramente più plausibile.